# Markus Besenbeck
Markus Besenbeck (* 16. Dezember 1974 in Ansbach; † 15. Juni 2025) war ein deutscher Betriebswirt und seit 2015 Professor für Unternehmensführung und Marketing an der Technischen Hochschule Würzburg-Schweinfurt. Er lebte in der Umgebung von Würzburg.

## Werdegang
Markus Besenbeck studierte Betriebswirtschaftslehre an der Julius-Maximilians-Universität Würzburg sowie an der State University New York und erwarb 2001 das Diplom mit Auszeichnung. Danach folgten Stationen als Mitgründer eines Unternehmens der Biotechnologie, in der Marktforschung, im Markenmanagement in der Optikindustrie und in der Konsumgüterindustrie sowie bei einer Konzertagentur. 2010 wurde er mit einer Arbeit zur Wettbewerbsstruktur in der biopharmazeutischen Industrie zum Dr. rer. pol. an der Universität Würzburg promoviert, am Lehrstuhl von Margit Meyer.
Zum Sommersemester 2015 wurde er auf die Professur für Unternehmensführung und Marketing an der damaligen Hochschule für Angewandte Wissenschaften Würzburg-Schweinfurt berufen. Er war 2017–2019 Prodekan der Fakultät für Wirtschaftswissenschaften.
Markus Besenbeck war seit 2017 bis 2025 Präsident des Marketing-Clubs Mainfranken e.V.
Besondere Forschungsschwerpunkte waren das B2B-Marketing, der Vertrieb, Unternehmenswachstum sowie das Social Media Marketing, insbesondere mit Instagram und TikTok. Daneben setzte er sich für den Wissenstransfer zwischen Wirtschaft und Hochschule ein, u. a. durch Praxisprojekte zwischen Hochschule und Kooperationspartnern.

## Publikationen
- Wettbewerbsvorteile für junge biopharmazeutische Unternehmen im Spannungsfeld zwischen Innovations-, Kooperations- und Institutionenstrategie, Verlag Dr. Kovac Saarbrücken 2011, ISBN 978-3-8300-5433-7.
- Markus Besenbeck; Enrico Purle: Berufsbilder im Vertrieb und deren Veränderung in den kommenden Jahren, Whitepaper der Arbeitsgemeinschaft für Marketing, Arbeitskreis B2B-Marketing / Vertrieb vom Oktober 2019.